# Огласовки в арабском письме
Огласо́вки (араб. حركات‎ «движения», ед. ч. араб. حركة‎ ха́рака) — система надстрочных и подстрочных диакритических знаков, используемых в арабском письме для обозначения кратких гласных звуков и других особенностей произношения слова, не отображаемых буквами. Расстановку огласовок в тексте называют ташки́ль (араб. تشكيل‎). Поскольку буквами арабского алфавита обозначаются только согласные и долгие гласные (матрес лекционис), то неогласованный текст невозможно «читать вслух»: можно лишь «угадывать произношение» записанных в нём слов. Текст с расставленными огласовками, напротив, содержит всю необходимую для его прочтения информацию.

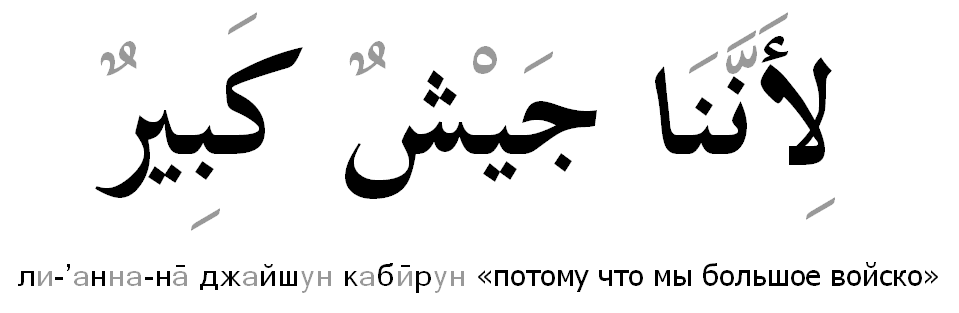
Чёрным цветом изображены буквы арабского алфавита, серым — огласовки.

## Употребление
Обычно в текстах огласовки не проставляются. Исключением являются: Коран, случаи, когда это нужно для различения смысла, огласовки обычно ставятся над одной или несколькими буквами слова, детские и учебные книги, словари и т. д., — подобно расстановке ударений в текстах на русском языке. Когда нужно точно передать звучание незнакомого слова, огласовки ставятся над всеми согласными этого слова. Для сравнения: русский текст, из которого удалены обозначения гласных звуков (например, вкпдй свбднй нцклпдй), невозможно прочитать человеку, не владеющему в достаточной степени русским языком, однако этот текст легко читается человеком, знающим все «зашифрованные» в этом тексте слова. С другой стороны, если известно произношение слова, то его запись однозначно определяется этим произношением — в этом состоит отличие консонантного письма от идеографического, в котором запись и произношение слова не имеют связи.
Кроме того, текст с пропущенными гласными на семитских языках, где гласные несут в основном грамматическую и словообразовательную информацию, читается носителем языка легче, чем в случае, когда пропускаются гласные в словах индоевропейских языков, где они являются такими же равноправными, как и согласные, элементами корня. С содержательной точки зрения соответствием арабского текста без огласовок в европейских языках является сокращённая запись слов без окончаний или даже некоторых суффиксов (свобод. многоязыч. энциклопед., в котор. кажд. мож. измен. или дополн. люб. стат.). Разумеется, это не относится к несемитским языкам, использующим арабскую графику (например, индоевропейскому персидскому или тюркскому уйгурскому); для них огласовки могут в ряде случаев играть бо́льшую роль.

## Знаки

### Знаки гласных
| Знаки | Знаки | Знаки | Знаки |
| ----- | ----- | ----- | ----- |
| фатха | кясра | дамма | сукун |
| ◌َ     | ◌ِ     | ◌ُ     | ◌ْ     |

Когда за согласным звуком следует гласный (краткий или долгий), над согласным ставится знак-огласовка, соответствующая следующему гласному. Если этот гласный долгий, то он дополнительно обозначается буквой (т. н. харф мад — буква удлинения), следующей за согласной.
Если после согласного звука нет гласного (перед следующим согласным либо в конце слова), то над ним ставится огласовка сукун.
При полной огласовке текста (например, в Коране) при каждой букве, обозначающей согласный, должен стоять один из 4 знаков, приведённых ниже. Эти знаки не могут стоять при буквах, обозначающих удлинение гласных.

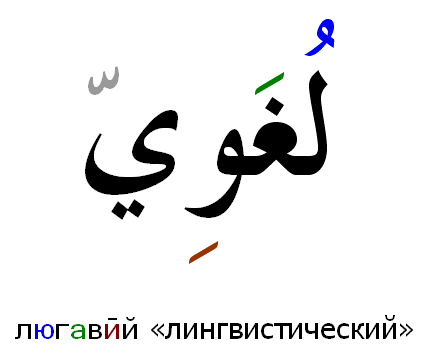
Дамма, фатха, кясра

ФатхаЧерта над буквой (◌َ, фатх̣а, араб. فتحة‎ «раскрывание») обозначает звук а. Соответствующая буква удлинения — ا (алиф).
Кясра (касра)Черта под буквой (◌ِ, кясра, араб. كسرة‎ «ломание») обозначает звук и. Соответствующая буква удлинения — ﻱ (йа').
ДаммаКрючок над буквой (◌ُ, д̣амма, араб. ضمة‎ «соединение») обозначает звук у. Соответствующая буква удлинения — و (уау).
СукунКружок над буквой (◌ْ, сукӯн, араб. سكون‎ «тишина») обозначает отсутствие гласного звука.

### Танвин

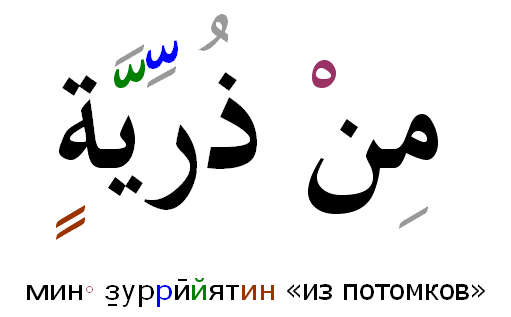
Сукун, шадда, шадда, танвин-кясра

Удвоение в конце слова одной из трёх огласовок, обозначающих гласные звуки (танвӣн, араб. تنوين‎), образует падежное окончание (’и‘ра̄б, араб. إﻋﺮﺍﺏ‎), обозначающее неопределённое состояние этого слова и произносящееся ан, ин либо ун в зависимости от удваиваемой огласовки. Танвин в качестве и`раб присутствует также в некоторых именах собственных, например مُحَمَّدٌ‎ мухаммадун, «Мухаммад». В классическом арабском языке падежное окончание не произносится в конце фразы или перед паузой; в разговорной речи он не произносится вовсе.
Танвин-фатха может стоять только над буквами алиф, хамза и та-марбута. В остальных случаях в конце слова пишется непроизносимая буква алиф, и танвин-фатха пишется над ней.

### Шадда
Шадда представляет собой W-образный знак над буквой (шадда, араб. شدة‎ «усиление») и обозначает удвоение буквы. Она ставится в двух случаях: для обозначения удвоенного согласного (то есть сочетания вида X-сукун-X) либо в сочетаниях из долгой гласной и согласной, обозначаемых одной и той же буквой (таких сочетаний два: ӣй и ӯв). Огласовка удвоенного согласного фатхой или даммой изображается над шаддой, кясрой — под буквой или под шаддой.

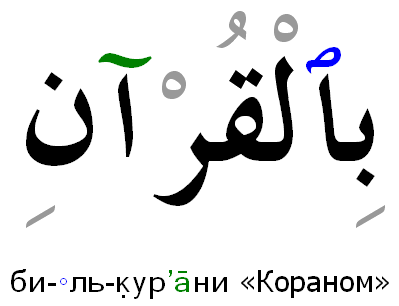
Васла, мадда

### Мадда
Волнистая линия над буквой алиф (мадда, араб. مدة‎ «удлинение») обозначает комбинацию хамза-алиф либо хамза-хамза, когда по правилам написания хамзы она пишется с подставкой алиф. Правила арабской орфографии запрещают следование в одном слове двух букв алиф подряд, поэтому в случаях, когда возникает такая комбинация букв, она заменяется буквой алиф-мадда. По той же причине в комбинации алиф-мадда (алиф-хамза-алиф) алиф-мадда не пишется — вместо этого хамза пишется без подставки.
Мадда обязательна к использованию даже в неогласованных текстах — как и хамза, которую она заменяет. Поэтому можно спорить, относится ли она к огласовкам, или, подобно хамзе, является самостоятельным знаком арабского письма.

### Васла
Знак, похожий на букву сад (ٱ), над алифом в начале слова (вас̣ла, араб. وصلة‎ «объединение») обозначает, что этот алиф не произносится, если предыдущее слово заканчивалось на гласный звук. Буква алиф-васла встречается в небольшом количестве слов, а также в приставке аль-. Поскольку в нередуцированном положении алиф-васла обозначает хамзу, то другое название этой буквы — хамзату-ль-васл (араб. همزة الوصل‎, «хамза объединения»).

### Надстрочный алиф

Надстрочный алиф над шаддой в слове Аллах

Знак в форме буквы алиф над текстом (араб. ألف خنجرية‎ ’алиф х̮анджарӣйя, «кинжальный алиф») обозначает долгий звук а̄ в словах, где обычный алиф не пишется по орфографической традиции. Сюда относятся в основном имена собственные (включая слово Аллах), а также несколько указательных местоимений (например, هٰذَا‎ ха̄з̱а̄ «этот»). При полной огласовке надстрочный алиф ставится также над буквой алиф-максура, чтобы показать, что она читается как долгий а̄.
Надстрочный алиф — очень редкий знак, и кроме как в Коране, он обычно не употребляется. Более того, в Коране надстрочный алиф встречается иногда даже в тех словах, в которых по правилам пишется обычный алиф. Например, во фразе араб. بسم الله الرحمن الرحيم‎ («бисмилляхи р-рахмани р-рахим»), с которой начинается каждая сура, в слове «рахман» пишется надстрочный алиф (رَحْمٰن‎) — несмотря на то, что во всех остальных случаях это слово пишется с обычным алифом (رَحْمَان‎).

## Хамза

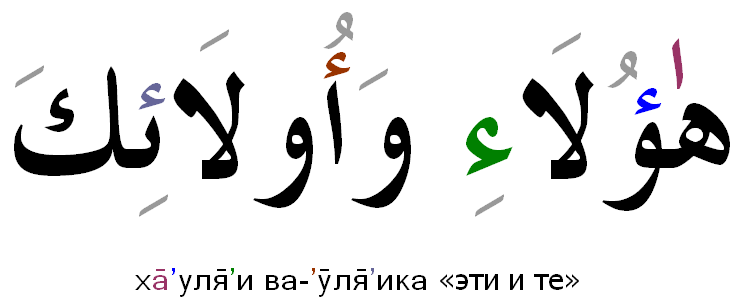
Надстрочный алиф, формы хамзы (с разными подставками и без подставки)

Хотя хамза (араб. همزة‎ «сжимание») не относится к огласовкам и обозначает согласный звук (гортанную смычку), она обычно пишется как диакритический знак, и была введена в употребление одновременно с огласовками. Таким образом, она занимает промежуточное положение между буквами арабского алфавита и вспомогательными знаками арабского письма. В частности, написание хамзы обязательно даже в неогласованном тексте.
Способ написания хамзы задаётся правилами арабской орфографии:
- если за хамзой в начале слова следует алиф, то вместо обеих этих букв пишется алиф-мадда;
- иначе хамза в начале слова пишется над буквой алиф (с огласовкой фатха или дамма) или под ней (с огласовкой кясра);
- иначе, если одна из огласовок, смежных с хамзой, — кясра, то хамза ставится над буквой йа, которая в этом случае пишется без диакритических точек;
- иначе, если одна из огласовок, смежных с хамзой, — дамма, то хамза пишется над буквой вав;
- иначе, если за хамзой следует алиф, то вместо обеих этих букв пишется алиф-мадда;
- иначе, если перед хамзой идёт алиф, то хамза пишется на строке (без подставки);
- иначе хамза пишется над буквой алиф.

Из этих правил есть ряд исключений, в которых сохраняется традиционный способ написания хамзы: до того, как для неё появился собственный знак, она изображалась в виде буквы алиф, либо вовсе не записывалась.
Все слова в классическом арабском языке начинаются с согласных звуков; поэтому не возникает проблемы с написанием огласовки без базовой согласной. Поскольку в разговорной речи начальная хамза не произносится, такие слова в транслитерации начинаются с гласных букв. На самом же деле часть таких слов (например, имена Ахмад и Усама) начинаются с хамзы, и огласовка, соответствующая начальному гласному звуку слова, ставится над этой хамзой. Кроме того, ряд слов, начинающихся в транслитерации с гласных букв (например, имена Иса и Али), начинаются на самом деле со звука, обозначаемого буквой `айн и не имеющего аналогов в европейских языках. Хотя в большинстве арабских диалектов этот звук произносится, для него нет устоявшегося способа транслитерации, и поэтому он при транслитерации часто опускается.

## История

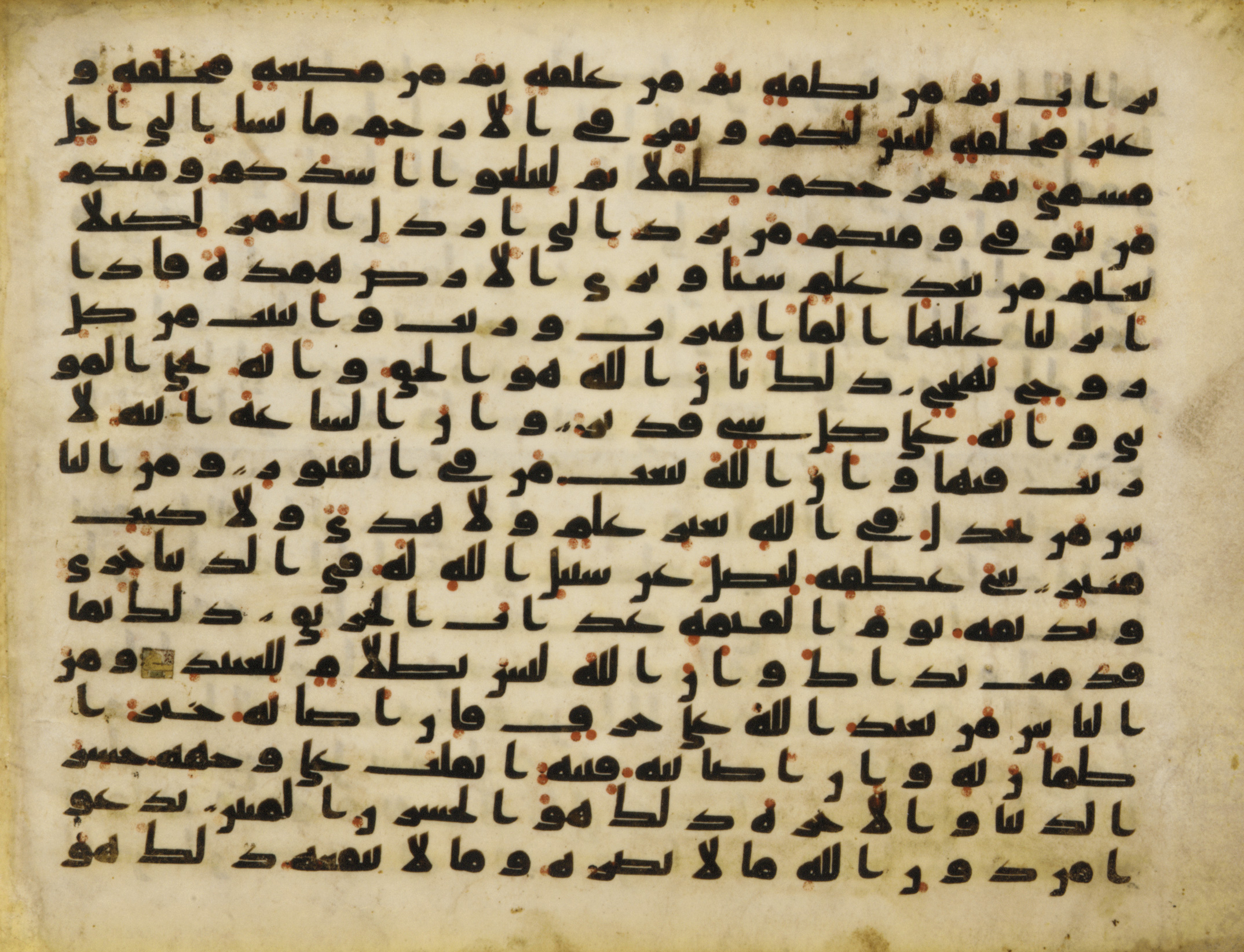
Коран X века с ташкилем Насра и Яхьи (красные точки)

Изначально в арабском письме не использовались точки над и под буквами; алфавит состоял из 15 букв, восходящих к финикийскому алфавиту, и большинство из букв обозначало сразу несколько звуков. По легенде, первый ташкиль, состоящий в добавлении к омографичным буквам разноцветных точек для обозначения их звучания, был изобретён куфийцем Абу аль-Асвадом ад-Ду’али по указанию халифа Али, когда тот увидел копию Корана с ошибками и потребовал кодифицировать правила арабского языка. Добавление точек к основным формам букв для их разделения по звучанию (нак̣т̣, араб. نقط‎) не является, видимо, собственным изобретением ад-Ду’али, поскольку известен папирус, датируемый 643 годом, в котором такие точки уже используются.

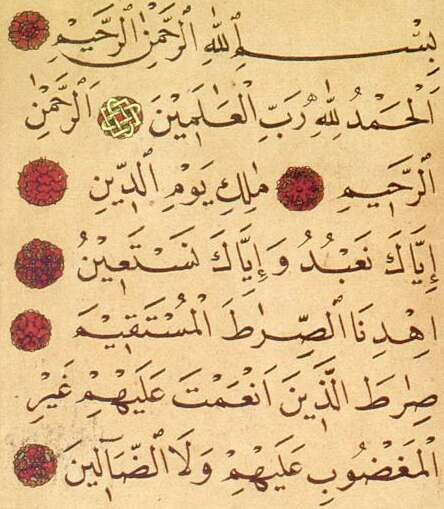
Коран с современными огласовками (начало XX века)

Отдельные знаки для огласовок появились позже, во второй половине VII века, когда по указанию правителя Ирака Аль-Хаджжаджа ибн Юсуфа (661—714), переведшего делопроизводство в Ираке с пехлеви на арабский язык, была создана система обозначения кратких гласных маленькими красными точками. Для обозначения хамзы, как и в системе ад-Ду’али, использовались жёлтые точки. Создателями новой системы были двое учеников ад-Ду’али: Наср ибн `Асым (ум. 707) и Яхья ибн Я`мур (ум. 746). Неудобство их системы состояло в необходимости использования трёх цветов для записи огласованного текста, чтобы точки-огласовки можно было отличать от накта — точек-элементов букв.
Система огласовок в современном виде была создана к 786 году оманцем Халилем ибн Ахмадом аль-Фарахиди (718—791), составителем первого словаря арабского языка. Он же придумал современный знак для обозначения хамзы. К началу XI века использование системы аль-Фарахиди стало общепринятым.

## Компьютерная обработка

### Представление в Юникоде
В Юникоде огласовки представлены как в виде комбинируемых диакритических знаков, так и в виде монолитных символов. Монолитные символы делятся на три класса: комбинация буквы и огласовки; комбинация пробела и огласовки; комбинация кашиды (горизонтальной черты) и огласовки.

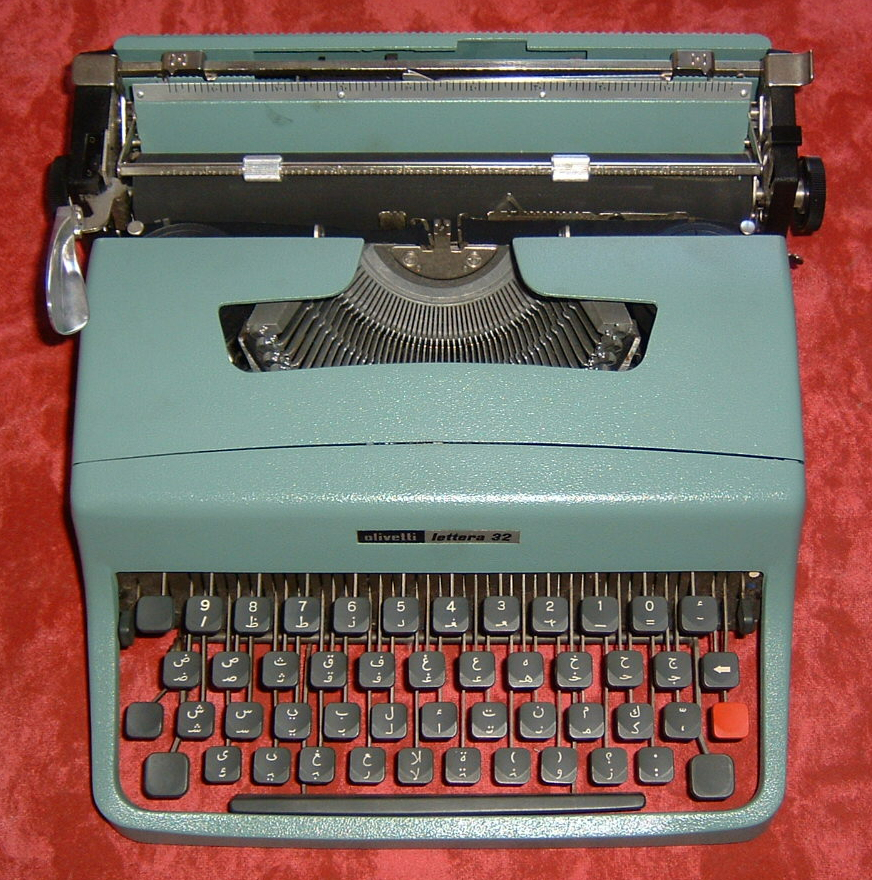
Арабская пишущая машинка

В таблицах приведены также соответствия кодов Юникода позициям наиболее распространённых арабских кодовых страниц: ASMO-708, DOS-720, DOS-864, ISO 8859-6 (она же ECMA-114 и CP-28596), Windows-1256 и Macintosh Arabic (она же CP-10004). Позиции базовых арабских букв и огласовок в страницах ASMO, ISO/ECMA и Macintosh совпадают, поэтому в таблице они совокупно обозначены как ISO. Остальные из названных кодовых страниц обозначены в таблице как DOS-720, DOS-864 и Windows соответственно.
Кодовые страницы ASMO и DOS относятся к OEM-кодировкам, включающим символы псевдографики. При этом DOS-864 уникальна тем, что кодирует не буквы, а графические элементы арабского письма — позиционные формы букв и их отдельных частей. В этой кодовой странице не хватило места для кодировки большей части огласовок. Представление текста в DOS-864 аналогично его набору на арабской пишущей машинке, имеющей отдельные клавиши для всех элементов арабского письма, и не позволяющей огласовывать печатаемый текст.

#### Модифицирующие знаки
В качестве базового символа здесь использован буллит (•).
| Знак | Знак             | Код    | Название                       | Соответствия в кодовых страницах              |
| ---- | ---------------- | ------ | ------------------------------ | --------------------------------------------- |
| ً•    | Танвин-фатха     | U+064B | Arabic Fathatan                | EB (ISO), F1 (DOS-720), F0 (Windows)          |
| ٌ•    | Танвин-дамма     | U+064C | Arabic Dammatan                | EC (ISO), F2 (DOS-720), F1 (Windows)          |
| ٍ•    | Танвин-кясра     | U+064D | Arabic Kasratan                | ED (ISO), F3 (DOS-720), F2 (Windows)          |
| َ•    | Фатха            | U+064E | Arabic Fatha                   | EE (ISO), F4 (DOS-720), F3 (Windows)          |
| ُ•    | Дамма            | U+064F | Arabic Damma                   | EF (ISO), F5 (DOS-720, Windows)               |
| ِ•    | Кясра            | U+0650 | Arabic Kasra                   | F0 (ISO), F6 (DOS-720, Windows)               |
| ّ•    | Шадда            | U+0651 | Arabic Shadda                  | F1 (ISO, DOS-864), 91 (DOS-720), F8 (Windows) |
| ْ•    | Сукун            | U+0652 | Arabic Sukun                   | F2 (ISO), 92 (DOS-720), FA (Windows)          |
| ٓ•    | Мадда            | U+0653 | Arabic Maddah Above            |                                               |
| ٰ•    | Надстрочный алиф | U+0670 | Arabic Letter Superscript Alef |                                               |

#### Комбинации с буквами
| Комбинация | Комбинация                     | Код    | Название                                                         | Комментарий, разложение, соответствия                             |
| ---------- | ------------------------------ | ------ | ---------------------------------------------------------------- | ----------------------------------------------------------------- |
| آ          | Алиф-мадда                     | U+0622 | Arabic Letter Alef With Madda Above                              | = U+0627 U+0653; = С2 (ISO, Windows), 99 (DOS-720)                |
| ٱ          | Алиф-васла                     | U+0671 | Arabic Letter Alef Wasla                                         |                                                                   |
| ﭐ          | Алиф-васла                     | U+FB50 | Arabic Letter Alef Wasla Isolated Form                           | начальное начертание, ≈U+0671                                     |
| ﭑ          | Алиф-васла                     | U+FB51 | Arabic Letter Alef Wasla Final Form                              | срединное начертание, ≈U+0671                                     |
| ﱛ          | Заль, надстрочный алиф         | U+FC5B | Arabic Ligature Thal With Superscript Alef Isolated Form         | изолированное/начальное начертание, ≈U+0630 U+0670                |
| ﱜ          | Ра, надстрочный алиф           | U+FC5C | Arabic Ligature Reh With Superscript Alef Isolated Form          | изолированное/начальное начертание, ≈U+0631 U+0670                |
| ﱝ          | Алиф-максура, надстрочный алиф | U+FC5D | Arabic Ligature Alef Maksura With Superscript Alef Isolated Form | изолированное начертание, ≈U+0649 U+0670                          |
| ﲐ          | Алиф-максура, надстрочный алиф | U+FC90 | Arabic Ligature Alef Maksura With Superscript Alef Final Form    | конечное начертание, ≈U+0649 U+0670                               |
| ﳙ          | Ха, надстрочный алиф           | U+FCD9 | Arabic Ligature Heh With Superscript Alef Initial Form           | начальное начертание, ≈U+0647 U+0670                              |
| ﴼ          | Алиф, танвин-фатха             | U+FD3C | Arabic Ligature Alef With Fathatan Final Form                    | конечное начертание, ≈U+0627 U+064B                               |
| ﴽ          | Алиф, танвин-фатха             | U+FD3D | Arabic Ligature Alef With Fathatan Isolated Form                 | изолированное начертание, ≈U+0627 U+064B                          |
| ﺁ          | Алиф-мадда                     | U+FE81 | Arabic Letter Alef With Madda Above Isolated Form                | изолированное/начальное начертание, ≈U+0622; =C2 (DOS-864)        |
| ﺂ          | Алиф-мадда                     | U+FE82 | Arabic Letter Alef With Madda Above Final Form                   | срединное/конечное начертание, ≈U+0622; =A2 (DOS-864)             |
| ﻵ          | Лям, алиф-мадда                | U+FEF5 | Arabic Ligature Lam With Alef With Madda Above Isolated Form     | изолированное/начальное начертание, ≈U+0644 U+0622; =F9 (DOS-864) |
| ﻶ          | Лям, алиф-мадда                | U+FEF6 | Arabic Ligature Lam With Alef With Madda Above Final Form        | срединное/конечное начертание, ≈U+0644 U+0622; =FA (DOS-864)      |

#### Комбинации с пробелом
| Знак | Знак                    | Код    | Название                                                   | Разложение             |
| ---- | ----------------------- | ------ | ---------------------------------------------------------- | ---------------------- |
| ﱞ    | Шадда, танвин-дамма     | U+FC5E | Arabic Ligature Shadda With Dammatan Isolated Form         | = U+0020 U+064C U+0651 |
| ﱟ    | Шадда, танвин-кясра     | U+FC5F | Arabic Ligature Shadda With Kasratan Isolated Form         | = U+0020 U+064D U+0651 |
| ﱠ    | Шадда, фатха            | U+FC60 | Arabic Ligature Shadda With Fatha Isolated Form            | = U+0020 U+064E U+0651 |
| ﱡ    | Шадда, дамма            | U+FC61 | Arabic Ligature Shadda With Damma Isolated Form            | = U+0020 U+064F U+0651 |
| ﱢ    | Шадда, кясра            | U+FC62 | Arabic Ligature Shadda With Kasra Isolated Form            | = U+0020 U+0650 U+0651 |
| ﱣ    | Шадда, надстрочный алиф | U+FC63 | Arabic Ligature Shadda With Superscript Alef Isolated Form | = U+0020 U+0651 U+0670 |
| ﹰ    | Танвин-фатха            | U+FE70 | Arabic Fathatan Isolated Form                              | = U+0020 U+064B        |
| ﹲ    | Танвин-дамма            | U+FE72 | Arabic Dammatan Isolated Form                              | = U+0020 U+064C        |
| ﹶ    | Фатха                   | U+FE76 | Arabic Fatha Isolated Form                                 | = U+0020 U+064E        |
| ﹴ    | Танвин-кясра            | U+FE74 | Arabic Kasratan Isolated Form                              | = U+0020 U+064D        |
| ﹸ    | Дамма                   | U+FE78 | Arabic Damma Isolated Form                                 | = U+0020 U+064F        |
| ﹺ    | Кясра                   | U+FE7A | Arabic Kasra Isolated Form                                 | = U+0020 U+0650        |
| ﹼ    | Шадда                   | U+FE7C | Arabic Shadda Isolated Form                                | = U+0020 U+0651        |
| ﹾ    | Сукун                   | U+FE7E | Arabic Sukun Isolated Form                                 | = U+0020 U+0652        |

#### Комбинации с кашидой
| Знак | Знак         | Код    | Название                                      | Разложение                     |
| ---- | ------------ | ------ | --------------------------------------------- | ------------------------------ |
| ﳲ    | Шадда, фатха | U+FCF2 | Arabic Ligature Shadda With Fatha Medial Form | = U+0640 U+064E U+0651         |
| ﳳ    | Шадда, дамма | U+FCF3 | Arabic Ligature Shadda With Damma Medial Form | = U+0640 U+064F U+0651         |
| ﳴ    | Шадда, кясра | U+FCF4 | Arabic Ligature Shadda With Kasra Medial Form | = U+0640 U+0650 U+0651         |
| ﹱ    | Танвин-фатха | U+FE71 | Arabic Tatweel With Fathatan Above            | = U+0640 U+064B                |
| ﹷ    | Фатха        | U+FE77 | Arabic Fatha Medial Form                      | = U+0640 U+064E                |
| ﹹ    | Дамма        | U+FE79 | Arabic Damma Medial Form                      | = U+0640 U+064F                |
| ﹻ    | Кясра        | U+FE7B | Arabic Kasra Medial Form                      | = U+0640 U+0650                |
| ﹽ    | Шадда        | U+FE7D | Arabic Shadda Medial Form                     | = U+0640 U+0651; =F0 (DOS-864) |
| ﹿ    | Сукун        | U+FE7F | Arabic Sukun Medial Form                      | = U+0640 U+0652                |

### Ввод с клавиатуры

Арабская раскладка клавиатуры (огласовки выделены красным цветом)

В скобках указаны клавиши стандартной латинской раскладки (QWERTY), соответствующие называемым клавишам.
- Знаки гласных (в том числе с танвином) набираются в верхнем регистре клавишами, расположенными в левой части блока буквенных клавиш. (Q, W, E, R, A, S, X)
- Шадда набирается в верхнем регистре клавишей, расположенной слева блока цифровых клавиш. (тильда)
- Алиф-мадда и лям-алиф-мадда набираются в верхнем регистре клавишами, расположенными в нижней части блока буквенных клавиш. (B, N)
- Ввод мадды (отдельно от алифа), васлы (с алифом или отдельно) и надстрочного алифа при помощи стандартной раскладки невозможен.

Символы, которые невозможно ввести с клавиатуры непосредственно, можно ввести, используя их коды, приведённые выше. В Windows для этого используется комбинация Alt+[шестнадцатеричный код символа в Юникоде], например Alt+653 для ввода мадды, Alt+670 для ввода надстрочного алифа, Alt+671 для ввода алиф-васла. Цифры можно набирать на основной или на дополнительной клавиатуре, независимо от состояния NumLock. Остальные способы ввода символов по их кодам  приведены в статье Unicode.